# Гардашевич, Радован
Радован Гардашевич (серб. Радован Гардашевић; 4 сентября 1916, Убли — 8 мая 1943, Зворник) — югославский черногорский партизан Народно-освободительной войны, Народный герой Югославии.

## Биография
Родился 4 сентября 1916 в селе Убли около Цетине в обычной крестьянской семье. Окончил начальную школу в родном селе, гимназию в Никшиче и юридический факультет Белградского университета. В революционном движении с юности. В апреле 1941 года призван в Югославскую королевскую армию; в дни Апрельской войны участвовал в боях против немцев и сражался с ними близ Сараево. Ранен в обе ноги, однако избежал пленения и был доставлен в родное село. Излечившись, ушёл в подполье для подготовки к вооружённому восстанию.
13 июля 1941 грянуло антиитальянское восстание. Радован принял участие в битве за Чево, вооружённый своим личными пистолетом-пулемётом, который успел забрать из дома. Летом 1941 года его приняли в Коммунистическую партию Югославии. Осенью принят в Ловченский партизанский батальон, в его составе участвовал в битве за Плевлю 1 декабря 1941. В конце декабря Ловченский батальон включён в состав 1-й пролетарской ударной бригады, в которой Радован и продолжил службу. Изначально он был простым стрелком, но затем был назначен политруком во 2-й роте 1-го Ловченского батальона при 1-й пролетарской ударной бригаде.
Участвовал в боях за Рогатицу, Подроманию, гору Звезда, Кнежину, гору Игман, Калиновик, Улог, гору Дурмитор, Кониц, Дувно, Ливно, Ключ, Босанско-Грахово, Яйце, Котор-Варош, Главатичево, Хан-Пиесак, Власеницу, Зворник, Цапард и другие местечки. В битве за Кониц в июне 1942 года лично огнём из пистолета-пулемёта уничтожил несколько усташей. Отличился также в боях за Плевлю в декабре 1941 года и форсирование Дрины в апреле 1943 года
Погиб 8 мая 1943 около Зворника, прикрывая отступление роты.
Посмертно награждён 10 июля 1953 орденом и званием Народного героя Югославии.